# 1. deild kvinnur (2011)
W roku 2011 odbyła się 27. edycja 1. deild kvinnur – pierwszej ligi piłki nożnej kobiet na Wyspach Owczych. W rozgrywkach wzięło udział 6 klubów z całego archipelagu. Tytułu mistrzowskiego broniła drużyna KÍ Klaksvík, zdobywając go ponownie po raz trzynasty w swojej historii.
Każda z drużyn rozegrała po cztery mecze z każdym z przeciwników. Mistrz Wysp Owczych dostawał prawo do gry w Pucharze UEFA Kobiet.

## Uczestnicy
| Uczestnicy 1. deild kvinnur 2010                                                                              | Uczestnicy 1. deild kvinnur 2010 | Uczestnicy 1. deild kvinnur 2010 | Uczestnicy 1. deild kvinnur 2010 |
| --- | -------------------------------- | -------------------------------- | -------------------------------- |
| KÍ | KÍ Klaksvík                      | 1                                |                                  |
| AB | AB Argir                         | 2                                |                                  |
| Skála | Skála ÍF                         | 3                                |                                  |
| VÍK | Víkingur Gøta                    | 4                                |                                  |
| Awans z 2. deild kvinnur 2010                                                                                 |                                  |                                  |                                  |
| B36 | B36 Tórshavn                     | 1                                |                                  |
| HB | HB Tórshavn                      | 2                                |                                  |
| Oznaczenia: - kolumna pierwsza – skróty nazw drużyn, - kolumna trzecia – miejsce zajęte w poprzednim sezonie. |                                  |                                  |                                  |

## Rozgrywki

### Tabela ligowa
| Lp. | Drużyna         | M  | Z  | R | P  | Bramki | Bramki | Różn. | Pkt | Uwagi                                     |
| --- | --------------- | -- | -- | - | -- | ------ | ------ | ----- | --- | ----------------------------------------- |
| 1   | KÍ Klaksvík (M) | 20 | 19 | 1 | 0  | 83     | 10     | +73   | 58  | Liga Mistrzów UEFA • Runda kwalifikacyjna |
| 2   | AB Argir        | 19 | 14 | 2 | 3  | 56     | 19     | +37   | 44  |                                           |
| 3   | B36 Tórshavn    | 19 | 8  | 4 | 7  | 27     | 31     | −4    | 28  |                                           |
| 4   | Víkingur Gøta   | 20 | 6  | 3 | 11 | 39     | 46     | −7    | 21  |                                           |
| 5   | Skála ÍF        | 20 | 3  | 4 | 13 | 18     | 54     | −36   | 13  |                                           |
| 6   | HB Tórshavn     | 20 | 1  | 2 | 17 | 9      | 72     | −63   | 5   |                                           |

### Wyniki spotkań
| Gospodarz \ Gość | AB  | B36 | HB  | KÍ  | Skála | VÍK |
| AB Argir         |     | 5:0 | 4:0 | 1:1 | 6:1   | 4:1 |
| B36 Tórshavn     | 2:2 |     | 3:1 | 0:3 | 1:0   | 4:3 |
| HB Tórshavn      | 0:5 | 1:1 |     | 1:4 | 0:1   | 0:4 |
| KÍ Klaksvík      | 5:3 | 2:0 | 9:0 |     | 5:0   | 2:1 |
| Skála ÍF         | 0:4 | 2:0 | 1:2 | 0:3 |       | 0:5 |
| Víkingur Gøta    | 2:5 | 2:3 | 4:0 | 1:4 | 3:3   |     |

Aktualne na 14 maja 2015. Źródło: FaroeSoccer.com
Objaśnienia:
1Drużyna gospodarzy jest wymieniona po lewej stronie tabeli.
Kolory: zielony – zwycięstwo gospodarzy, żółty – remis, różowy – zwycięstwo gości.
| Gospodarz \ Gość | AB  | B36 | HB  | KÍ  | Skála | VÍK |
| AB Argir         |     | 1:0 | 3:0 | 1:2 | 3:0   | 2:0 |
| B36 Tórshavn     | 1   |     | 2:0 | 1:2 | 3:2   | 0:0 |
| HB Tórshavn      | 0:1 | 0:4 |     | 0:8 | 2:3   | 1:3 |
| KÍ Klaksvík      | 2:1 | 4:0 | 8:0 |     | 6:0   | 7:0 |
| Skála ÍF         | 1:2 | 0:0 | 1:1 | 0:4 |       | 0:0 |
| Víkingur Gøta    | 2:3 | 1:3 | 2   | 0:2 | 4:3   |     |

Aktualne na 14 maja 2015. Źródło: FaroeSoccer.com
Objaśnienia:
1Drużyna gospodarzy jest wymieniona po lewej stronie tabeli.
Kolory: zielony – zwycięstwo gospodarzy, żółty – remis, różowy – zwycięstwo gości.
Objaśnienia:
1. Mecz nie odbył się.
2. Víkingur Gøta przyznano zwycięstwo 3:0 walkowerem.

## Najlepsi strzelcy
| Bramki | Strzelcy                  | Drużyna        |
| ------ | ------------------------- | -------------- |
| 29     | Rannvá Andreasen          | KÍ Klaksvík    |
| 16     | Heidi Sevdal              | Víkingur Gøta  |
| 14     | Sofía Purkhús             | KÍ Klaksvík    |
| 13     | Mona Breckman             | AB Argir       |
| 13     | Ásleyg Súnadóttir         | AB Argir       |
| 11     | Sigrid Jacobsen           | KÍ Klaksvík    |
| 10     | Margit Magnusdóttir       | B36 Tórshavn   |
| 7      | Fríðrún Danielsen         | Skála ÍF       |
| 7      | Malena Josephsen          | KÍ Klaksvík    |
| 7      | Maria Thomsen             | KÍ Klaksvík    |
| 6      | Doris í Garði Olafsdóttir | AB Argir       |
| 5      | Hanna Højgaard            | Víkingur Gøta  |
| 5      | Eyðvør Klakstein          | KÍ Klaksvík    |
| 4      | 6 zawodniczek             | 6 zawodniczek  |
| 3      | 5 zawodniczek             | 5 zawodniczek  |
| 2      | 13 zawodniczek            | 13 zawodniczek |
| 1      | 18 zawodniczek            | 18 zawodniczek |
| sam.   | 6 zawodniczek             | 6 zawodniczek  |